# Flanders' Ladder
«Flanders' Ladder» (укр. «Драбина Фландерса») — фінальна, двадцять перша, серія двадцять дев'ятого сезону мультсеріалу «Сімпсони», прем'єра якої відбулась 20 травня 2018 року у США на телеканалі «Fox».
Серія присвячена пам'яті письменника Тома Вульфа, який помер за 6 днів до того у віці 87 років.

## Сюжет
Барт пропонує Лісі пройти на ноутбуці «найскладніший тест у світі». Лісі стає цікаво випробувати свій розум, але насправді тест виявляється розіграшем. Коли Ліса проходить лабіринт, раптово на екрані з'являється скример, який лякає її. Фотографії наляканою Ліси Барт публікує в Інтернеті. Сестра обіцяє помститися брату…
Тим часом у стовп, поруч з будинком Сімпсонів, влучає блискавка. У будинку пропадає Інтернет і телевізійний сигнал. Мардж пропонує провести час за настільними іграми, але Гомер пропонує кращу — показати дітям свою колекцію відеокасет із записами телевізійних програм минулого. Однак, під час перегляду касети з аеробікою відеомагнітофон зажовує плівку.
У вікні Гомер помічає, що в будинку Фландерса Інтернет є. Гомер бере Барта і драбину (поцуплену у Фландерса) і вирушає до будинку Неда, щоб спробувати викрасти його роутер. Лізти по драбині вирушає Барт. В цей час Гомер відволікається на сигнал телефона, що знову з'явився, і Барт втрачає рівновагу. Несподівано в нього потрапляє блискавка, він падає з драбини і впадає в кому.
У лікарні Доктор Гібберт заспокоює Сімпсонів, повідомляючи, що Барт скоро прийде в себе. Поки ж доктор радить родині говорити з сином — жертви блискавок дуже схильні до навіювань зовнішніх чинників; якщо Барта зараз підтримати добрими словами, то це перетворить його кому у відпочинок. Однак, Ліса вирішує скористатися цим моментом, щоб помститися братові. Вона розповідає йому страшні історії і Барт починає бачити кошмари…
Нажаханий Барт прокидається у своїй кімнаті. У цей момент до нього приходить привид Мод Фландерс. Хлопчик ховається в будиночку на дереві, який завішує хрестами. Це не допомагає і привид все одно продовжує переслідувати його. Мілгаус про всяк випадок дає Барту візитку свого психотерапевта, однак, за п'ять хвилин до приходу Барта цей доктор випиває отруту, тому Барту знову доводиться мати справу з привидом.
Привид доктора пояснює хлопчикові, що бачити привидів можуть не всі і у Барта дар. Він пояснює, що деякі привиди не можуть піти в інший світ, оскільки у них залишилися незакінчені справи на Землі. У той же час закінчити ці справи самі вони тепер не в силах, адже вони померли і існують тільки як привиди. Барт зустрічає безліч привидів, в тому числі і раніше померлих персонажів: «Криваві Ясна» Мерфі, рабина Хайма Крастовскі, доктора Марвіна Монро та інших. Барт виконує їх доручення, щоб допомогти їм покинути земний світ.
Зрештою, залишається останній привид, що потребує допомоги — Мод Фландерс. Вона просить помститися Гомеру Сімпсону за її смерть. Барт наймає хуліганів, щоб ті обстріляли Гомера скрученими футболками. Несподівано від цього розіграшу Гомер вмирає і вирушає на небо… Тим же часом, поза сном, Барту стає гірше і у нього зупиняється серце. Біля брата Ліса вибачається за всі її образи у бік брата і просить повернутись. Барту вдається зруйнувати світ небес, до яких прямував Гомер, і повернути душу назад у тіло…
Наприкінці серії Барт виходить з коми і відкриває очі. Брат і сестра примиряються. Барт розповідає, що він ще бачив, коли був в комі — як усі помруть…

## Виробництво
Спочатку серія повинна називатися «The Talking Dead» (укр. «Мерці, що говорять»), проте її було перейменовано на «Flanders' Ladder».

## Цікаві факти і культурні відсилання
- Наприкінці серії показано монтаж смерті всіх персонажів під пісню «Breathe Me» співачки Sia[2]:
  - Вейлон Смізерс наклав на себе руки у віці 50 років, стрибнувши у трубу Спрінґфілдської електростанції після того, як містер Бернс одружився з Анджеліною Джолі.
  - Гомер помер у 59 років, коли його застрелили поліцейські, коли той виходив з банку їжі з бутербродом, що нагадував зброю. Одразу ж, у віці 62 років, помирає і Кленсі Віггам після того, як з'їв бутерброд.
  - Мардж, одружена з Недом, мирно помирає у віці 84 років поруч із Недом, який додає її зображення на стіну разом із багатьма іншими мертвими дружинами.
  - Барт запускає феєрверк у напрямку Сеймура Скіннера, зі словами «Скіннер — козел». Побачивши це, Скіннер помирає у 119 років від серцевого нападу, а його інвалідне крісло наїжджає на Барта з його тілом, вбиваючи його, у віці 80 років.
  - Ліса помирає у віці 98 років, коли під час медитації усвідомлює, що все її життя було марною тратою часу.
  - Ральф Віггам, що був злим королем, помирає у 120 років, отруєний своїм нащадком.
  - Меґґі зображена як галактика і «не помре ніколи».

## Ставлення критиків і глядачів
Під час прем'єри серію переглянули 2,1 млн осіб з рейтингом 0.8, що її найпопулярнішим шоу на каналі «Fox» тієї ночі.
Денніс Перкінс з «The A.V. Club» дав серії оцінку C-, сказавши, що «серія є дріб'язковою плутаниною, приправленою трохи сміхом, який ніколи не зобов'язує ні прагнути до реального емоційного резонансу, ні комічно підривати його… Тому, коли настав фінал [серії], тільки найменш розбірливі люди вважатимуть цей монтаж смертей персонажів чим завгодно, але тільки не дешевим гамбітом, щоб завершити епізод (і сезон), який дійсно розчаровує, на незаслужено високій ноті».
Водночас, Тоні Сокол з «Den of Geek» дав серії чотири з п'яти зірок, сказавши:
|  | Серія — щасливе відродження. Вона сповнена жартів і приколів… Зв'язок Барта із потойбічним життям і розумові маніпуляції Ліси створюють космічну комедію, яка майже вбиває. |

2019 року видання «Screen Rant» назвало серію найкращою у 29 сезоні.
Згідно з голосуванням на сайті The NoHomers Club більшість фанатів оцінили серію на 3/5 і 5/5 із середньою оцінкою 3,61/5.